# Expeditie naar Nieuw-Guinea in 1828
De expeditie naar Nieuw-Guinea in 1828 was vooral een politiek gemotiveerde onderneming met Zr. Ms. korvet Triton en de schoener Iris in 1828 naar Nieuw-Guinea. Daarnaast was het ook de bedoeling om wetenschappelijk onderzoek te verrichten. Belangrijke deelnemers waren officieren van de zee- en landmacht en leden van de Natuurkundige Commissie.

## Reisbeschrijving

### Voorbereiding en begin van de zeereis
De directe aanleiding tot de expeditie was niet wetenschappelijk maar politiek; de opdracht was om aldaar een houten fortificatie aan te leggen en daarmee het bezit van de zuidkust van Nieuw-Guinea voor het Nederlandse gouvernement te verzekeren. Daarnaast was het de nadrukkelijke bedoeling om daar natuurwetenschappelijk onderzoek te doen. De Dourga-rivier was al eerder door luitenant-ter-zee Kolff verkend, maar nu zou opnieuw worden bekeken of de omgeving geschikt was voor een versterkte nederzetting. Op de Iris kwam te Ambon de heer Van Delden aan boord; hij was benoemd tot regeringscommissaris en belast met de leiding van de operatie en het bouwen van het fort. In totaal waren ongeveer 170 mensen bij de expeditie betrokken waaronder matrozen, ander hulppersoneel en infanteriesoldaten. Speciaal om het fort en de nederzetting te gaan bewonen waren er 88 personen waaronder 23 vrouwen en 21 kinderen.
De meereizende leden van de Natuurkundige Commissie waren: Dr. Heinrich Christian Macklot, onderzoekleider en mineraloog, Gerrit van Raalten, secretaris, kassier en assistent-tekenaar, Pieter van Oort, tekenaar, Salomon Müller, anatoom en zoöloog en de plantkundige Alexander Zippelius. Commandant van de Triton was kapitein-luitenant-ter-zee Jan Jacob Steenboom. Luitenant-ter-zee Carolus Johannes Boers werd toegevoegd aan de expeditie voor het doen van zeevaartkundige waarnemingen. Luitenant Schreijber zou als taak krijgen het bevel te voeren over de nog te bouwen versterkte nederzetting.

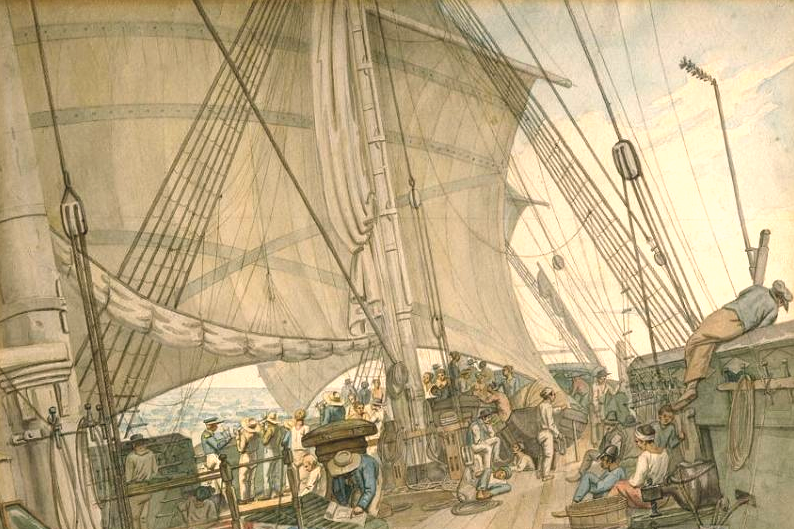
Zr. Ms. korvet Triton onderweg naar Nieuw-Guinea

### Van Ambon naar de zuidkust van Nieuw-Guinea
Op 15 maart lichtte de Triton het anker en bereikte de 29ste het eiland Ambon. Op 21 april 1828 vertrok het schip, vergezeld door de schoener Iris en bereikte de 25ste de Banda-eilanden. Tussen 29 april en 21 mei zeilden de schepen langdurig tussen de Aroe-eilanden en het  Frederik-Hendrikeiland.  Er werd gezocht naar een ankerplaats in wat nu de Prinses Marianestraat heet, de zeestraat tussen het hoofdeiland Nieuw-Guinea en Frederik-Hendrikeiland. Men dacht dat dit de monding was van de rivier de Dourga. De zeestraat was ongeschikt als ankerplaats want het hele gebied lag laag, was moerassig en onderhevig aan overstromingen. Men voer eerst nog landinwaarts, maar toen bleek dat het drinkwater op was. Overigens was het niet de bedoeling van het gouvernement om een nederzetting landinwaarts te vestigen, dus keerde men terug. Tijdens een aanval door inlanders op een sloep werden bovendien enige matrozen en officieren door pijlen gewond. Na een verkenning op 27 mei werd de zeereis in noordwestelijke richting voortgezet, verder langs de lage kust van Nieuw-Guinea. Ondiepten en branding maakten het onmogelijk ergens voor anker te gaan. Pas op 3 juni werd een ankerplaats gevonden in de monding van een rivier waarvan men dacht dat het de rivier Oetanata (4°51'30" ZB 136°55' OL en ) was. Ook deze plaats was ongeschikt voor een vestiging. Er lag een enorme zandbank, die een grote branding veroorzaakte, waardoor schepen verhinderd werden de rivier op te varen.

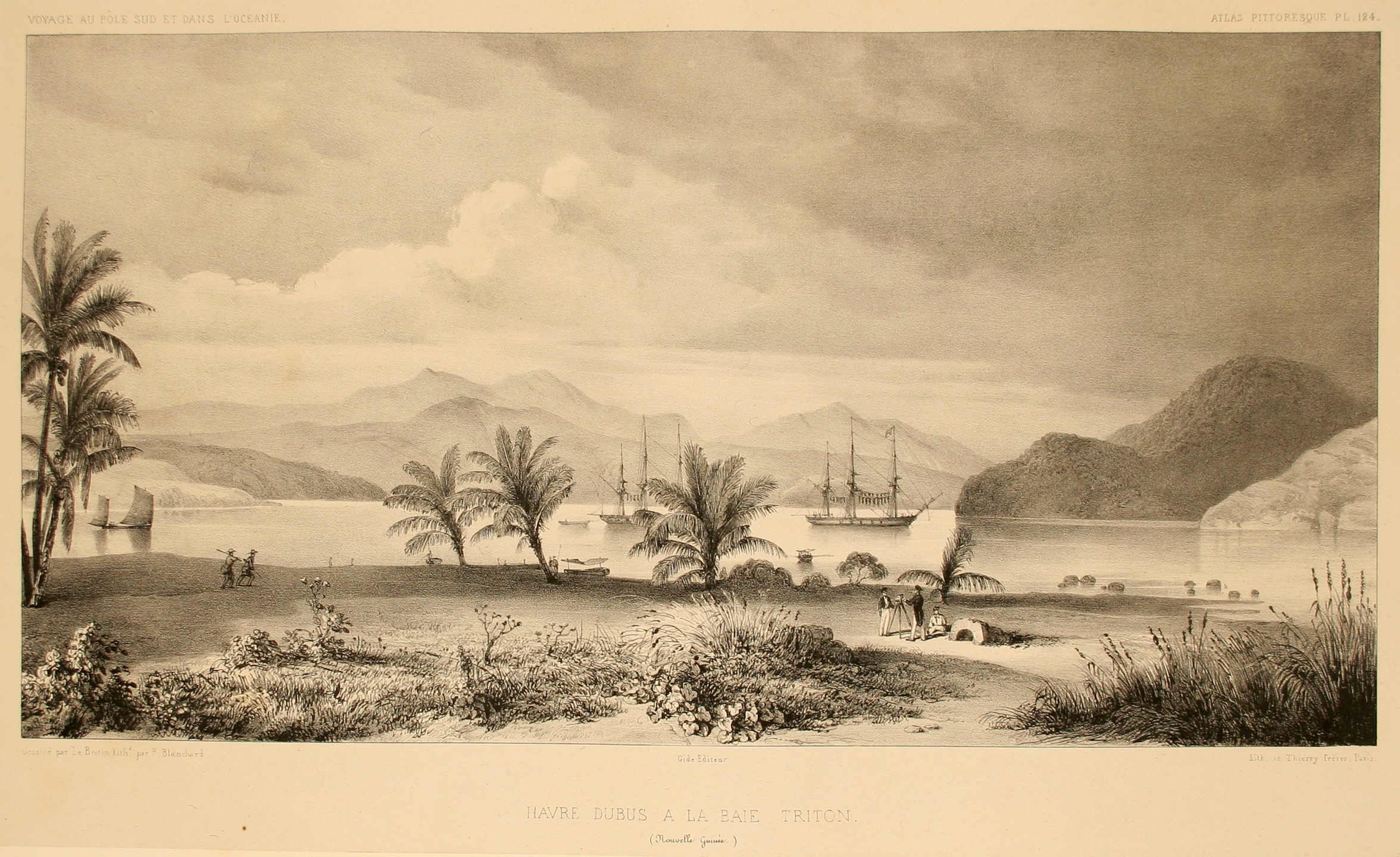
Tritonbaai.

### Vestiging van Fort Du Bus en vogelkundig onderzoek
Op 9 juni werd weer onder zeil gegaan en toen bleek dat de echte rivier de Oetanata op 4°32'20" ZB 136°9'20"OL  lag. Deze locatie was beter geschikt om te ankeren. De natuuronderzoekers aan boord verzamelden hier enige soorten steltlopers (vogels). De locatie werd echter afgewezen als permanente vestigingplaats omdat de bodem ongeschikt was. Op de 22 juni werd de reis in noordwestelijke richting voortgezet en op 28 juni werd het eiland Pulau Aiduma (op 3°58'9" ZB 134°7'43"OL)  bereikt. Op 4 juli werd eindelijk een geschikte plaats voor een te bouwen versterkte nederzetting gevonden, aan het noordelijke uiteinde van de baai, in een gebied dat toen landschap Lobo werd genoemd (nu kampung Lobo in het regentschap Kaimana). De baai werd de Tritonbaai genoemd. Het verblijf te Lobo duurde bijna twee maanden omdat de bemanning van de Triton moest helpen bij de bouw van de fortificatie. Dat waren houten gebouwen omgeven door een dubbele palissade. De plaats zelf werd Merkusoord genoemd en het fort kreeg later de naam Fort Du Bus. De natuuronderzoekers hebben hier het merendeel van hun zoölogische specimens verzameld. Volgens opgave van Macklot werden in totaal 341 balgen, 34 skeletten en 12 eieren van vogels verzameld.  Het materiaal diende voor de wetenschappelijke beschrijving van 21 nieuwe vogelsoorten en 12 rassen (ondersoorten) vogels, zoals de papoea-ijsvogel (Ceyx pusillus), papoeadwergijsvogel (C. solitarius), roetwaaierstaart (Rhipidura threnothorax), Müllers honingvogel (Dicaeum pectorale) en de witoorkatvogel (Ailuroedus buccoides).

### De terugreis
Gedurende die tijd heersten er slechte gezondheidstoestanden; van de 17 officieren werden er 14 ziek en bij de minderen was de toestand al niet veel beter. Van de totaal 170 mensen die aan deze expeditie deelnamen, overleden er 12. Op de 29ste augustus werd weer onder zeil gegaan en de 5de september bereikte men uiteindelijk de baai van Amboina. Aldaar teisterden allerlei ziekten de bemanning en moesten 62 daarvan naar het hospitaal worden gezonden; op Ambon stierf kapitein-luitenant-ter-zee Steenboom (4 oktober), zodat het totaal aantal doden opliep tot 21. Ook Boers was inmiddels ziek geworden. De Triton voer  op 7 oktober van Ambon naar Timor. Hier gingen de natuuronderzoekers van boord. De schepen voeren op 15 oktober verder naar Batavia.